# Завод МТВЕ в Джубайлі (Sadaf)
Завод МТВЕ в Джубайлі (Sadaf) – підприємство у центрі саудівської нафтохімічної промисловості Джубайлі, котре здійснює випуск високооктанової паливної присадки – метилтретинного бутилового етеру (MTBE).
З 1984 року в Джубайлі діяла установка парового крекінгу компанії Sadaf, котрою володіли на паритетних засадах місцева нафтохімічна корпорація SABIC та енергетичний гігант Shell. У 1997-му це спільне підприємство також почало продукувати MTBE, який отримують реакцією метанола з ізобутиленом. Останній виробляла установка дегідрогенізації ізобутану, котрий, в свою чергу, випускала установка ізомеризації бутана.  Потужність Sadaf по MTBE становить 16,3 тисяч барелів на добу або 700 тисяч тон на рік.
Необхідна сировина — бутан — надходить до Джубайлю по багатонитковим системам Джуайма – Джубайль та Васіт – Джубайль (остання стала до ладу у другій половині 2010-х). В подальшому бутан зможе надходити по багатонитковим системам Танаджиб – Джубайль (з середини 2020-х) та Ріяс – Джубайль (з другої половини 2020-х).
Можливо також відзначити, що станом на кінець 1990-х в Джубайлі працювало ще два заводи з випуску MTBE, створені спільними підприємствами Ibn Zahr та Ibn Sina.